# Saint-Pierre-à-Gouy
Saint-Pierre-à-Gouy est une ancienne commune française située dans le département de la Somme, en région Hauts-de-France.

## Géographie
Situé au nord-ouest d'Amiens (à 15 km), dans la vallée entre Crouy-Saint-Pierre et Picquigny (à 2 km), le territoire est limité à l'ouest par le cours de la Somme. Crouy est à environ 3 km.
Le village est desservi par la route départementale no 3 (RD3) en fond de vallée.

## Toponymie
Le nom de la localité est attesté sous les formes Gaudiacum (1044), Saint Petrus de Gaudiaco (1139), sont des formes latinisées relevées au début du deuxième millénaire. Goi suivra en 1254 et Saint-Pierre à Goy en 1384. La parution des coutumes locales de 1507 donne Saint-Pierre-à-Gouy.
Saint-Pierre est un hagiotoponyme où un prieuré fut fondé sous son nom.

## Histoire
Le village dépendait de l'abbaye Saint-Germer-de-Fly, à cause du prieuré local géré par l'ordre de saint Benoit
En 1315, Mahaut de Picquigny était dame de Gouy.
En 1972, les communes de Crouy et Saint-Pierre-à-Gouy fusionnent et donnent la commune de Crouy-Saint-Pierre.
En 2010, Saint-Pierre-à-Gouy reprend une partie de « son indépendance ». Une mairie est construite et ouvre en 2014.

## Population et société

### Démographie
| Année de recensement | 1827 | 1837 | 1852 | 1862 | 1867 | 1894 |
| nombre d'habitants   | 64   | 92   | 102  | 110  | 90   | 75   |

En 1837, 18 maisons sont recensées. Le nombre passe à 25 en 1861.

### Enseignement
L'école à classe unique de Gouy ferme en 2001.

## Politique et administration

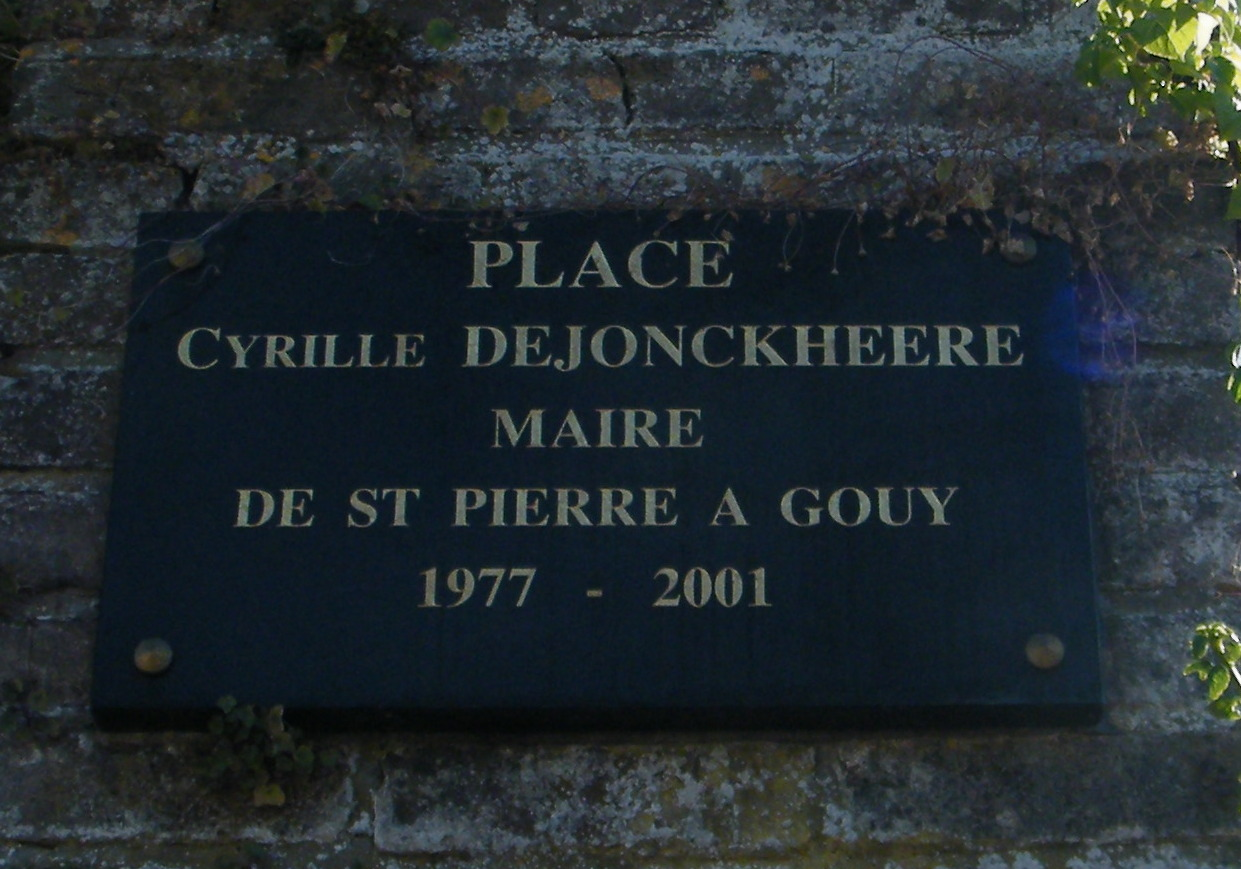
Le dernier maire.

| Période                                  | Période  | Identité             | Étiquette | Qualité       |
| ---------------------------------------- | -------- | -------------------- | --------- | ------------- |
| Les données manquantes sont à compléter. |          |                      |           |               |
| 1809                                     | 1817     | Petit                |           | Juge à Amiens |
| 1817                                     | 1827     | Bénaut               |           | Propriétaire  |
| 1827                                     | 1837     | Sangnier             |           | Cultivateur   |
| 1837                                     | 1852     | Lognon               |           | Fermier       |
| 1852                                     | 1863     | Ponthieux            |           | Garde         |
| 1863                                     | 1870     | Campigneux           |           | Charpentier   |
| 1870                                     | 1870     | Louis Barbier        |           |               |
| 1870                                     | 1871     | Jean-Baptiste Lognon |           |               |
| 1871                                     | 1878     | Alfred Bouteiller    |           |               |
| 1878                                     | 1881     | Georges Lemor        |           |               |
| 1881                                     | 1888     | Ferdinand Ponthieux  |           |               |
| 1888                                     | 1893     | Alfred Bouteiller    |           |               |
| 1893                                     | 1900     | Edmond Bouteiller    |           |               |
| Les données manquantes sont à compléter. |          |                      |           |               |
| 2008                                     |          | Jean-Paul Leulier    |           | Maire délégué |
|                                          | En cours | M. Claude Dufour     |           | Maire délégué |

## Culture locale et patrimoine

### Lieux et monuments
- Gouy n'a jamais eu d'église. Pour le culte, les habitants se rendent à Picquigny.
- Chapelle Notre-Dame de Gouy ou de la Corbière, fondée en 1315 dans la collégiale Saint-Martin de Picquigny par Mahaut de Picquigny, dame de Gouy[4].

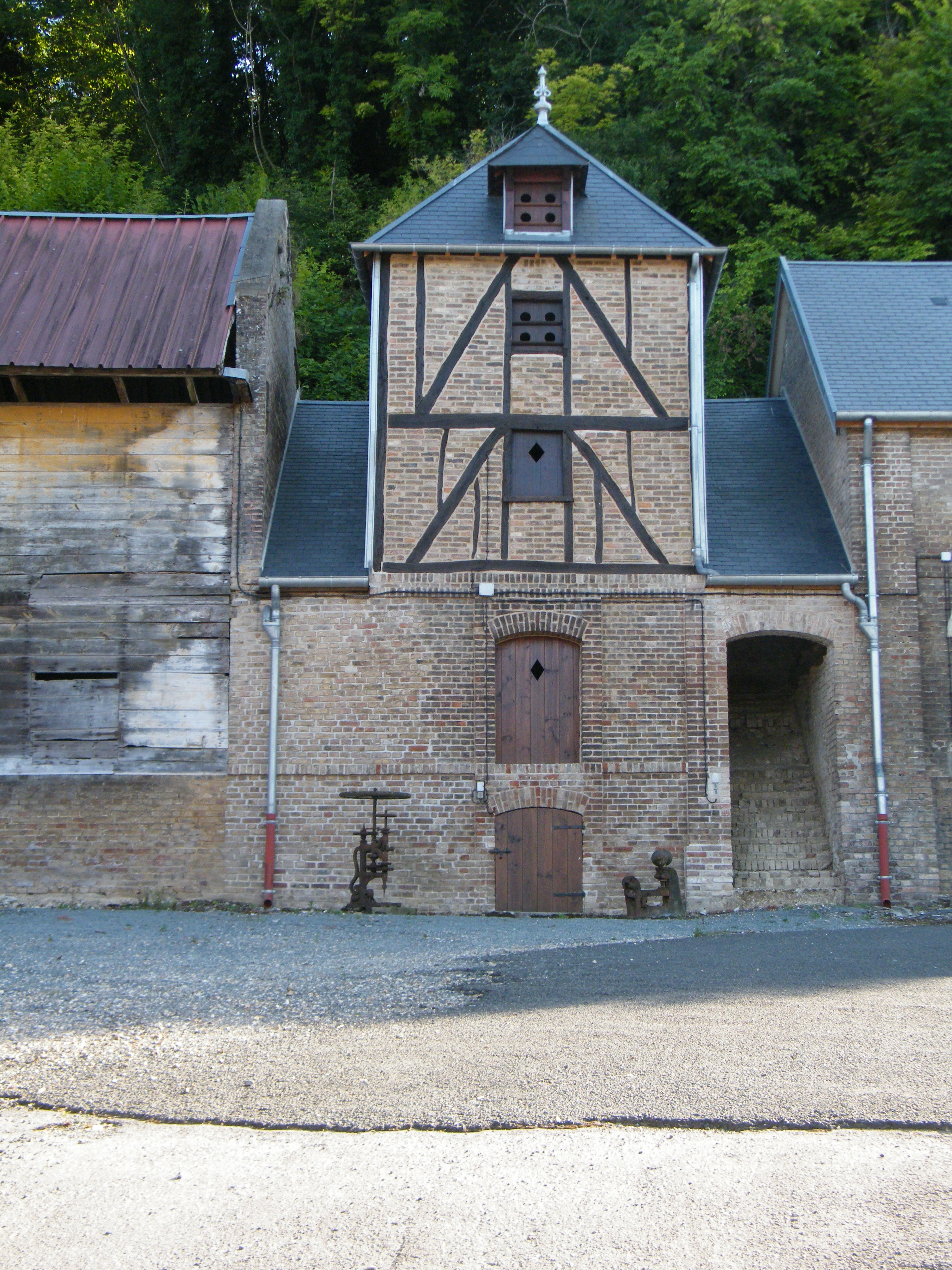
Pigeonnier de ferme.
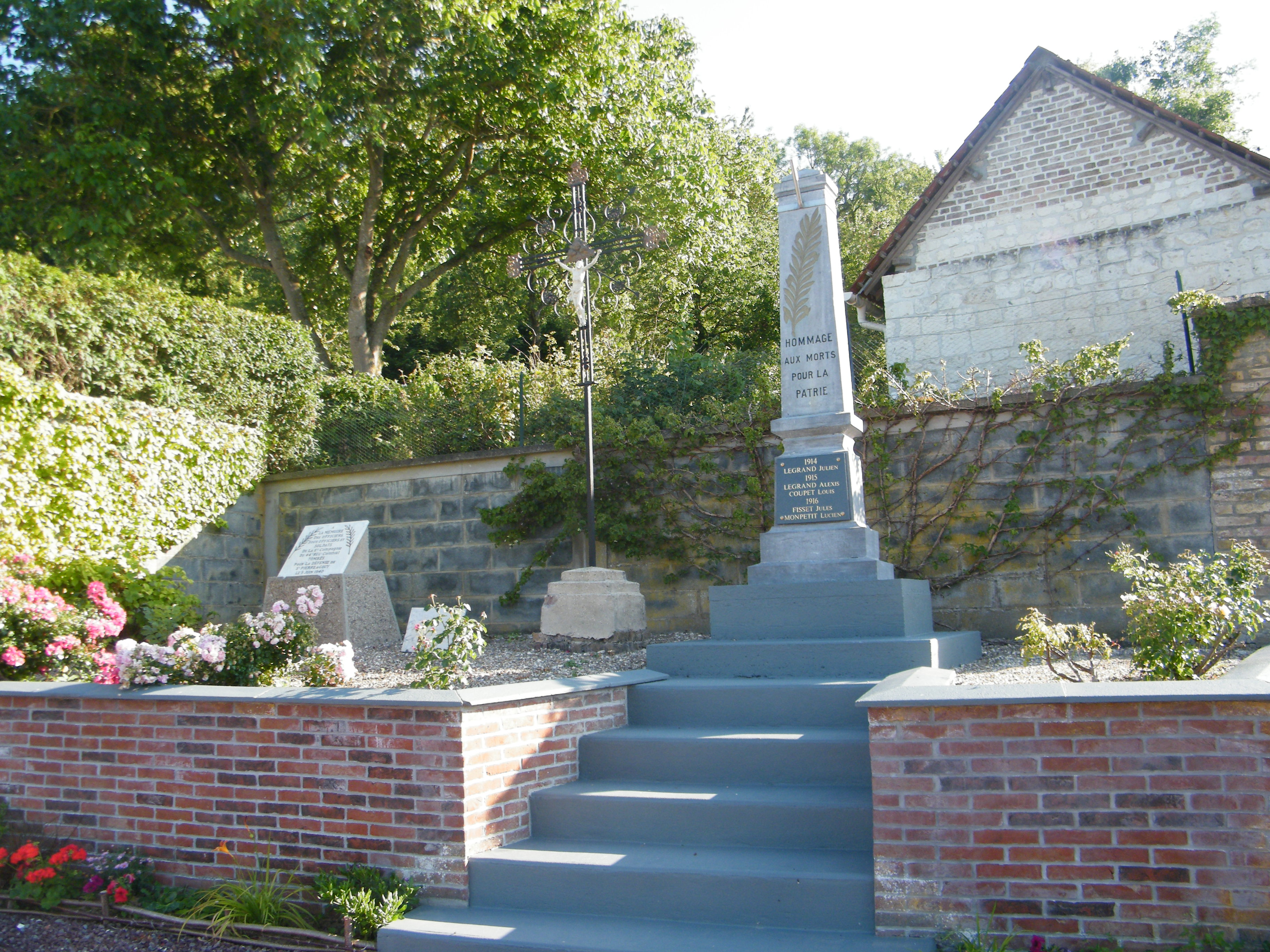
Espace du souvenir.